# 石川県選挙区 (貴族院多額納税者議員選挙)
石川県選挙区（いしかわけんせんきょく）は、かつて存在した貴族院多額納税者議員の選挙区。

## 概要
貴族院多額納税者議員は貴族院多額納税者議員互選規則（明治22年勅令第79号）で各府県の前年多額納税者上位15名（神官、僧侶、教師、現役軍人、公権剥奪や停止中の人などを除く満30歳以上の男子）から互選され上位一名が勅任されると規定されていた。その後、大正14年勅令第234号で、石川県は多額納税者上位100名からの互選に改正された。通常の任期は7年だったが、1939年9月10日に選出された議員は昭和21年勅令第612号で、日本国憲法施行の前日まで任期が延長された。

## 区域
石川県全域

## 選挙結果
第8回貴族院多額納税者議員選挙　（1939年（昭和14年）9月10日執行）

当日有権者数：100人 　投票率：%（前回比：）
補欠選挙　（1939年（昭和14年）8月11日執行）

当日有権者数：100人 　投票率：87.0%（前回比：）
| 当落 | 候補者名   | 年齢 | 所属党派 | 新旧別 | 得票数 | 得票率 |
| ---- | ---------- | ---- | -------- | ------ | ------ | ------ |
| 当   | 中島徳太郎 |      | 無所属   | 新     | 86票   | 98.9%  |
|      | 布施丑造   |      | 無所属   | 新     | 1票    | 1.1%   |

第7回貴族院多額納税者議員選挙　（1932年（昭和7年）執行）

当日有権者数：100人 　投票率：%（前回比：）
第6回貴族院多額納税者議員選挙　（1925年（大正14年）執行）

当日有権者数：100人 　投票率：%（前回比：）
第5回貴族院多額納税者議員選挙　（1918年（大正7年）7月10日執行）

当日有権者数：15人 　投票率：93.33%（前回比：）
| 当落 | 候補者名   | 年齢 | 所属党派 | 新旧別 | 得票数 | 得票率 |
| ---- | ---------- | ---- | -------- | ------ | ------ | ------ |
| 当   | 横山章     |      | 無所属   | 新     | 13票   | 92.9%  |
|      | 中島徳太郎 |      | 無所属   | 新     | 1票    | 7.1%   |

補欠選挙　（1912年（大正元年）8月9日執行）

当日有権者数：15人 　投票率：73.33%（前回比：）
| 当落 | 候補者名   | 年齢 | 所属党派 | 新旧別 | 得票数 | 得票率 |
| ---- | ---------- | ---- | -------- | ------ | ------ | ------ |
| 当   | 由雄元太郎 |      | 無所属   | 新     | 6票    | 54.5%  |
|      | 米谷半平   |      | 無所属   | 元     | 4票    | 36.4%  |
|      | 酒井茂     |      | 無所属   | 新     | 1票    | 9.1%   |

- 明治44年の選挙で大家七平が選挙違反（買収）をしていたことが発覚し大家が辞職をこい1912年（明治45年）5月23日[1]聴許されたため。

第4回貴族院多額納税者議員選挙　（1911年（明治44年）6月10日執行）

当日有権者数：15人 　投票率：100%（前回比：）
| 当落 | 候補者名   | 年齢 | 所属党派 | 新旧別 | 得票数 | 得票率 |
| ---- | ---------- | ---- | -------- | ------ | ------ | ------ |
| 当   | 大家七平   |      | 無所属   | 新     | 14票   | 93.3%  |
|      | 廣海仁三郎 |      | 無所属   | 現     | 1票    | 6.7%   |

第3回貴族院多額納税者議員選挙　（1904年（明治37年）6月10日執行）

当日有権者数：15人 　投票率：100%（前回比：）
| 当落 | 候補者名   | 年齢 | 所属党派 | 新旧別 | 得票数 | 得票率 |
| ---- | ---------- | ---- | -------- | ------ | ------ | ------ |
| 当   | 廣海仁三郎 |      | 無所属   | 新     | 14票   | 93.3%  |
|      | 米谷半平   |      | 無所属   | 新     | 1票    | 6.7%   |

補欠選挙　（1899年（明治32年）6月7日執行）

当日有権者数：15人 　投票率：100%（前回比：）
| 当落 | 候補者名   | 年齢 | 所属党派 | 新旧別 | 得票数 | 得票率 |
| ---- | ---------- | ---- | -------- | ------ | ------ | ------ |
| 当   | 米谷半平   |      | 憲政党   | 新     | 14票   | 93.3%  |
|      | 熊田源太郎 |      | 無所属   | 新     | 1票    | 6.7%   |

- 明治32年3月に岡部勇作が死去したため。

第2回貴族院多額納税者議員選挙　（1897年（明治30年）6月10日執行）

当日有権者数：15人 　投票率：100%（前回比：）
| 当落 | 候補者名 | 年齢 | 所属党派 | 新旧別 | 得票数 | 得票率 |
| ---- | -------- | ---- | -------- | ------ | ------ | ------ |
| 当   | 岡部勇作 |      | 進歩党   | 新     | 8票    | 53.3%  |
|      | 酒井芳   |      | 自由党   | 新     | 7票    | 46.7%  |

第1回貴族院多額納税者議員選挙　（1890年（明治23年）6月10日執行）

当日有権者数：15人 　投票率：93.33%（前回比：）
| 当落 | 候補者名   | 年齢 | 所属党派   | 新旧別 | 得票数 | 得票率 |
| ---- | ---------- | ---- | ---------- | ------ | ------ | ------ |
| 当   | 岡野是保   |      | 立憲改進党 | 新     | 12票   | 85.7%  |
|      | 酒井芳     |      | 無所属     | 新     | 1票    | 7.1%   |
|      | 吉田次太郎 |      | 無所属     | 新     | 1票    | 7.1%   |